# Astor Theatre (New York)
L'Astor Theatre était un théâtre puis un cinéma situé au 1537 Broadway, sur la 45e Rue ouest à Times Square à New York. Il a ouvert ses portes le 21 septembre 1906 avec Le Songe d'une nuit d'été de Shakespeare et est resté un théâtre de Broadway jusqu'en 1925. De 1925 à sa fermeture en 1972, il a servi de salle de cinéma.

## Histoire
L'Astor est géré par Lincoln A. Wagenhals et Collin Kemper, puis par George M. Cohan et Sam H. Harris (en), et plus tard par la Shubert Organization. Le théâtre est conçu par l'architecte George W. Keister (en). Parmi les pièces qui ont fait leurs débuts à l'Astor figuraient Seven Keys to Baldpate (en) (1913) et Why Marry? (en) (1917) de Jesse Lynch Williams (en), premier lauréat du prix Pulitzer du théâtre.
En 1925, les Loew's Theatres achètent l'Astor et le transforment en salle de cinéma afin d'avoir une vitrine de « road show (en) » à Times Square pour les films en première diffusion du studio de cinéma MGM. La Grande Parade (1925) est le premier film projeté à l'Astor, diffusé pendant 96 semaines. Parmi les autres films qui feront leurs débuts à Times Square à l'Astor figurent The Broadway Melody (1929), Grand Hotel (1932), Le Grand Ziegfeld (1936) et Autant en emporte le vent (1939) pour MGM ; La Maison du docteur Edwardes (1945) d'Alfred Hitchcock et The Beatles in Quatre Garçons dans le vent (1964) pour United Artists ; et 20 000 lieues sous les mers de Walt Disney (1954).
Il a été démoli en 1982 pour faire place à l'hôtel Marriott Marquis.

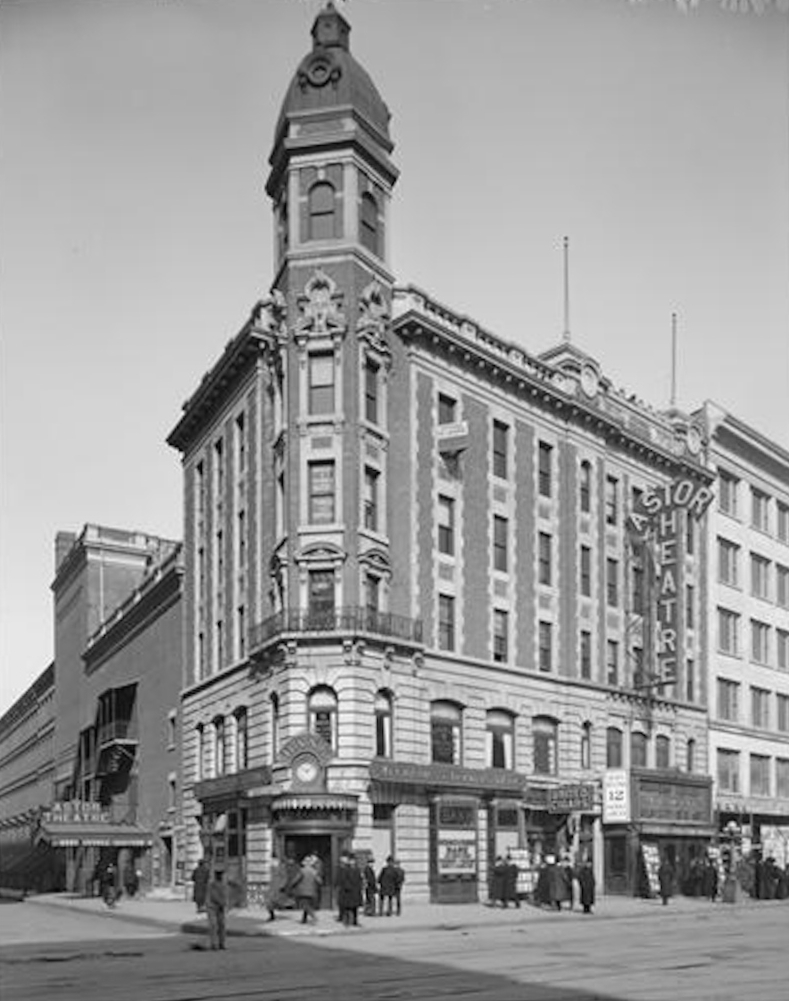
L'Astor en 1908, deux ans après son ouverture.
Intérieur de la salle de spectacle en 1906.
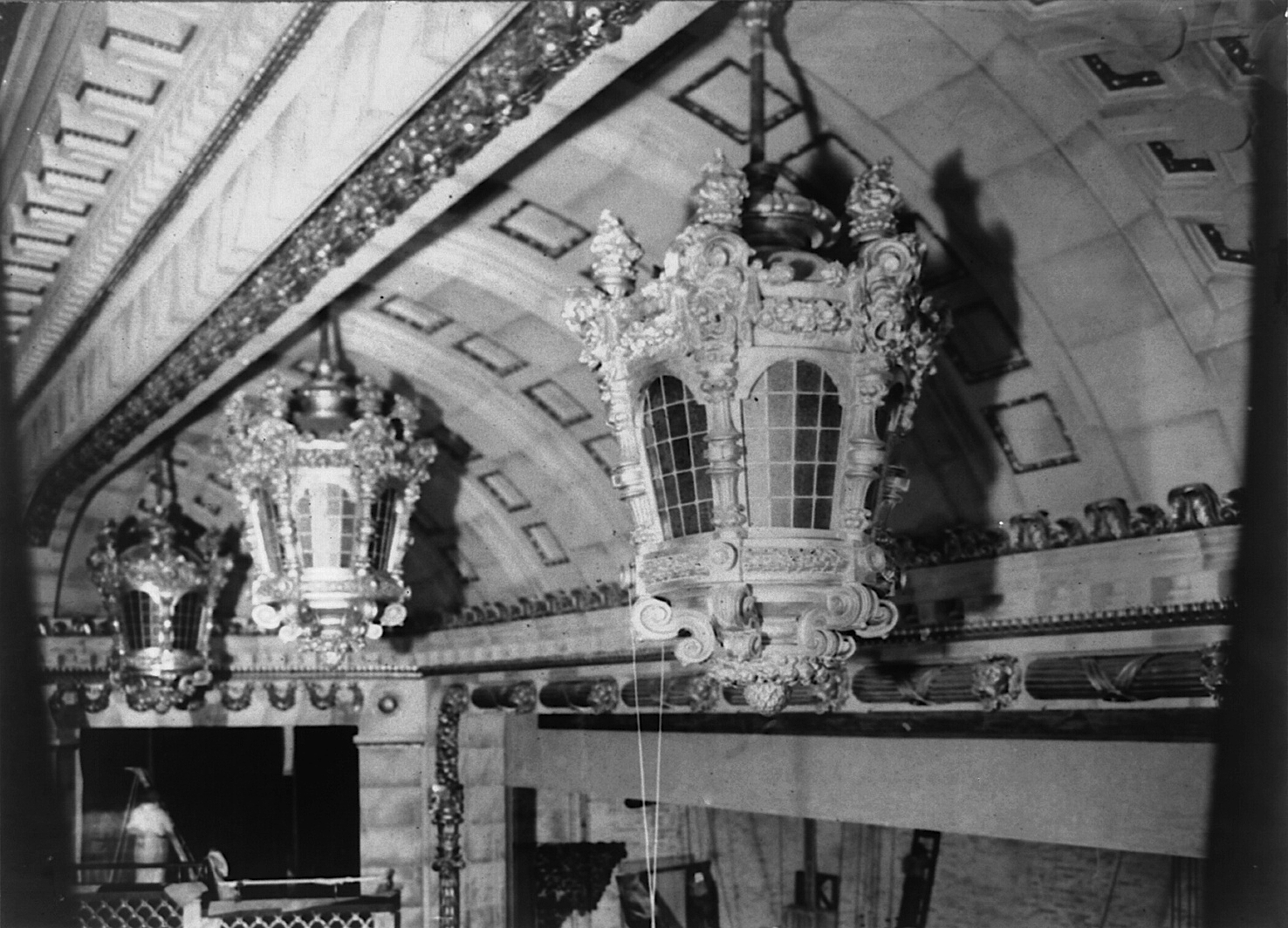
Détail du plafond de l'avant-scène.
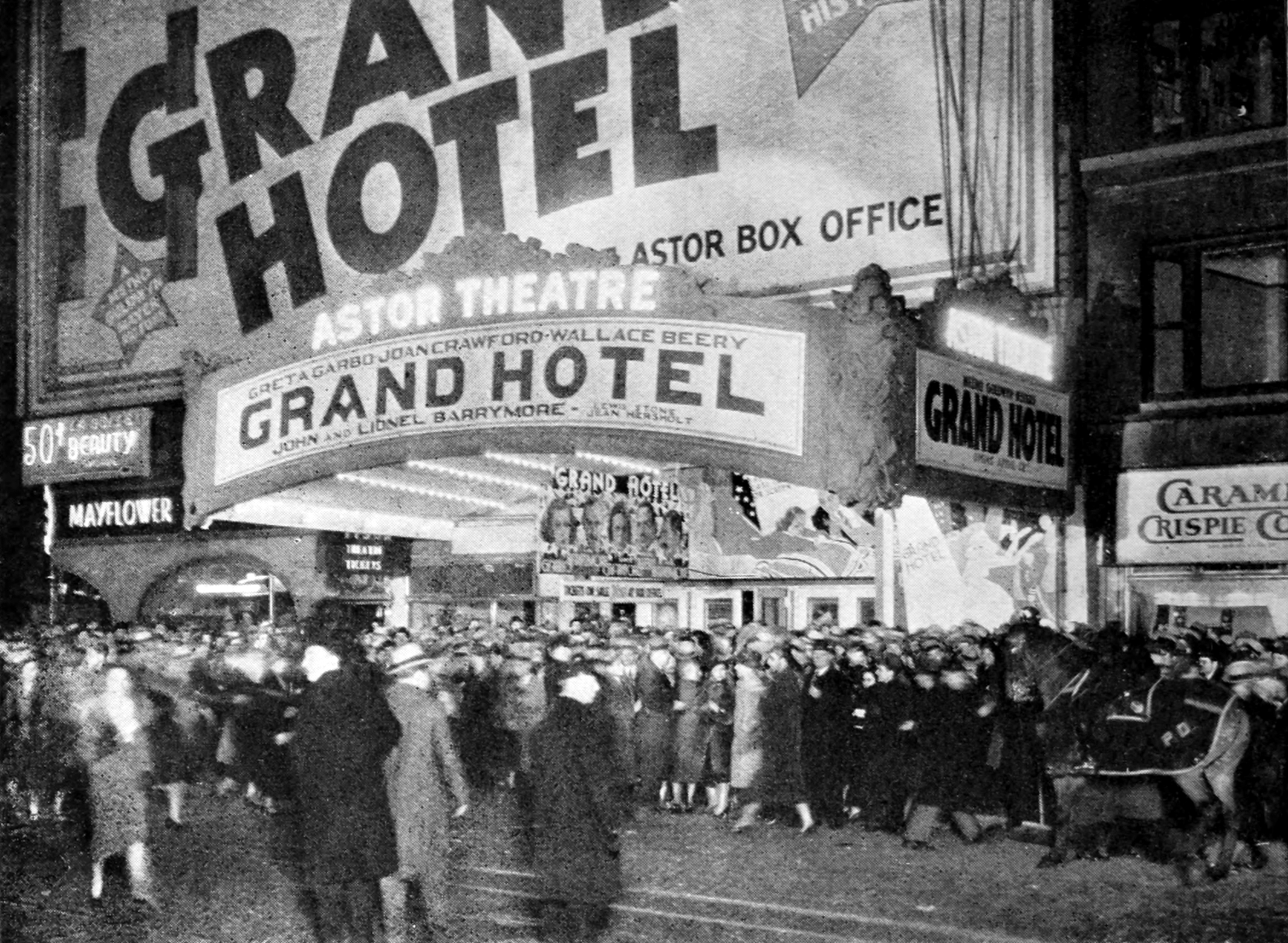
Foule qui se presse à la première de Grand Hotel, avril 1932.
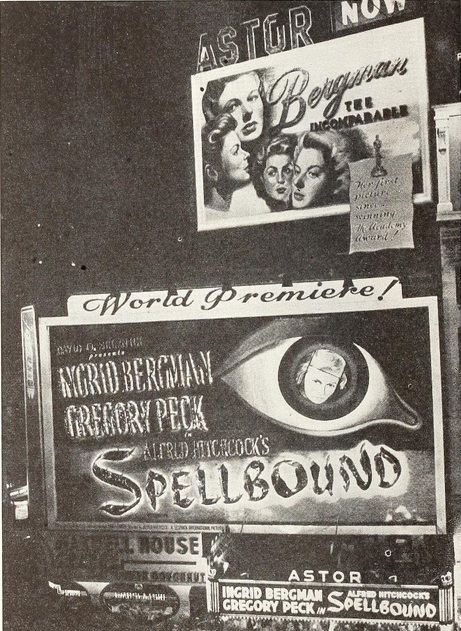
Affiche pour la sortie de La Maison du docteur Edwardes, octobre 1945.
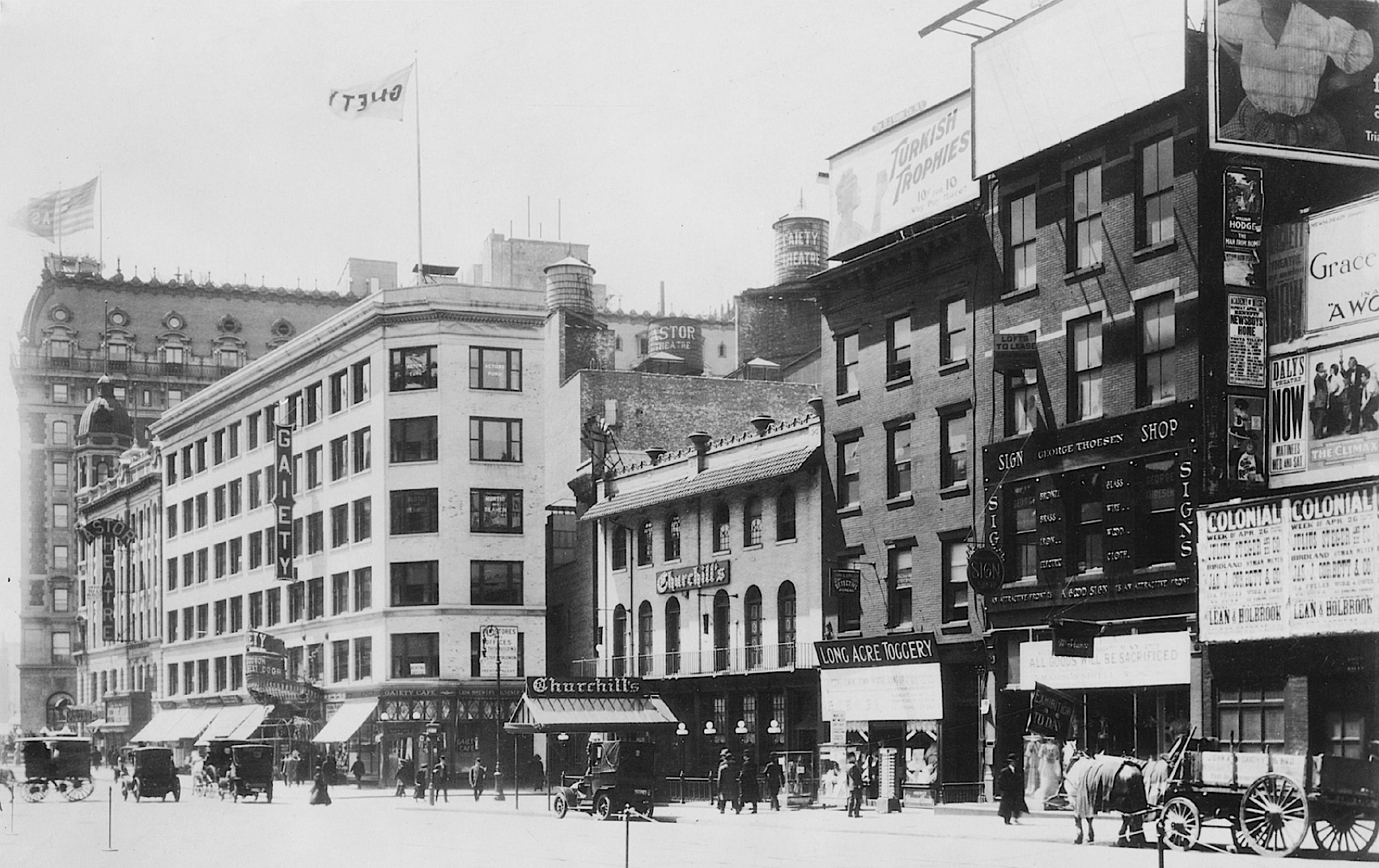
Côté ouest de Broadway, la 46e rue, sur Times Square à Manhattan, vue vers le sud.